# 24 Heures du Mans 1924
Navigation
Édition précédente Édition suivante
Les 24 Heures du Mans 1924 (2e Grand Prix d'Endurance de 24 Heures) sont la 2e édition des 24 Heures du Mans et se déroulent les 14 et 15 juin 1924 sur le circuit de la Sarthe.

## Essais et qualifications

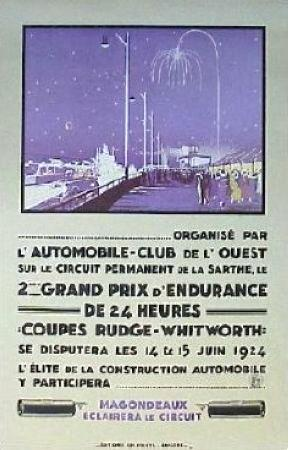
Affiche des 24 Heures du Mans 1924.

Les essais de cette deuxième édition se sont déroulés le vendredi 13 juin 1924. Ces essais n'étaient pas qualificatifs, la validation du pesage suffisait à la qualification d'office. La grille de départ s'établit en fonction de la cylindrée des véhicules par ordre décroissant (elle reprend ainsi l'ordre des numéros). C'est donc la Chenard et Walcker de Lagache et Léonard qui partira en tête car portant le no 3. Le départ s'effectue en ligne selon l'ordre suivant :
- 1re ligne : Chenard et Walcker no 3 et Lorraine-Dietrich B3-6 no 4 ;
- 2e ligne : Lorraine-Dietrich B3-6 no 5 et no 6 ;
- 3e ligne : Ariès 3-Litre no 7 et Bentley 3 Litre Sport no 8 ;
- 4e ligne : Chenard et Walcker Sport no 9 et Bignan no 10 ;
- 5e ligne : Bignan no 11 et Ariès 3-Litre no 12 ;

## Nombre de pilotes qualifiés pour la course
82 pilotes prirent le départ lors de cette deuxième édition des 24 Heures du Mans.
| 74 Français | 4 Belges | 1 Britannique | 1 Canadien | 1 Espagnol |
| 1 Italien   |          |               |            |            |

## Classement final de la course

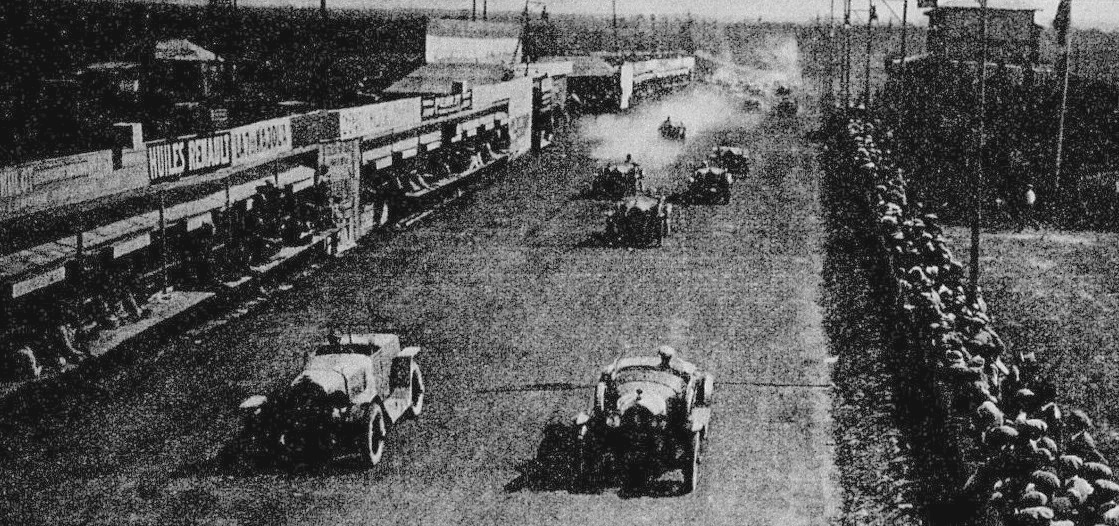
Départ des 24 Heures du Mans 1924.

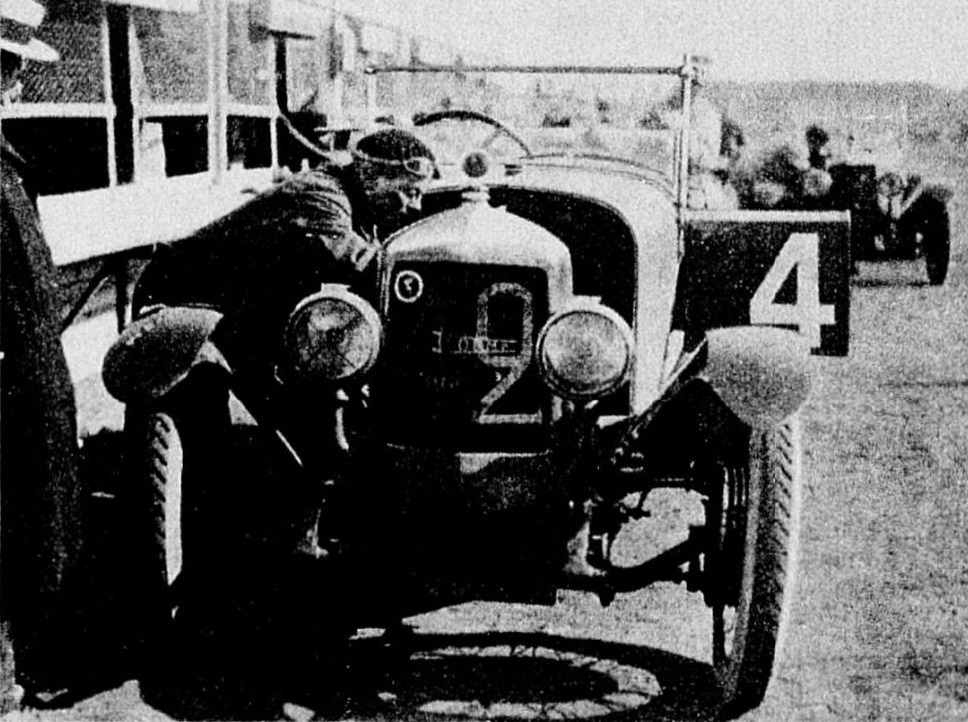
Colomb et sa Corre-la-Licorne aux 24 Heures du Mans 1924.

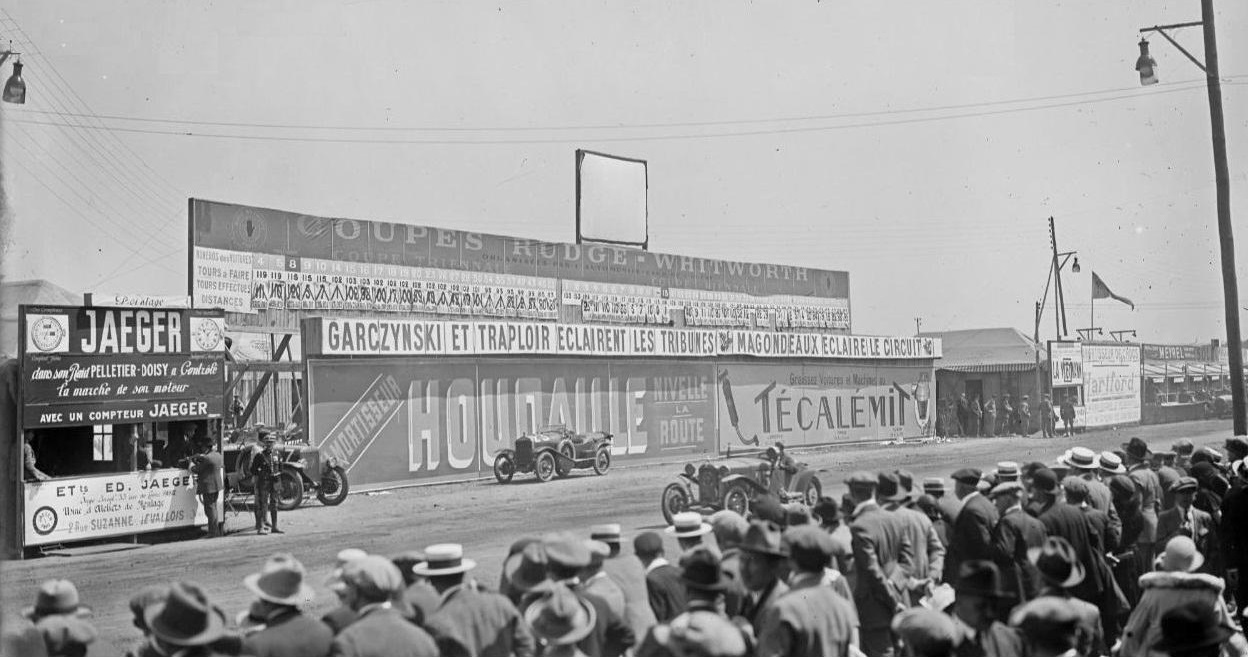
24 Heures du Mans 1924, affichage des coupes Rudge-Witworth.

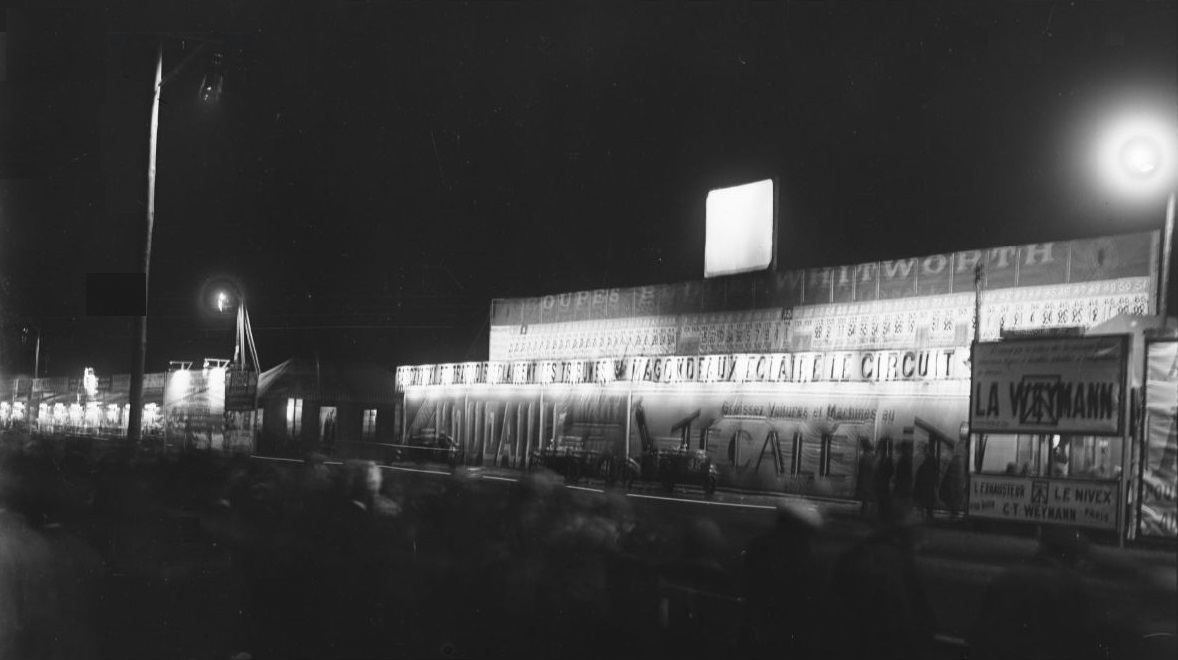
Tableau d'affichage nocturne des 24 Heures du Mans 1924.

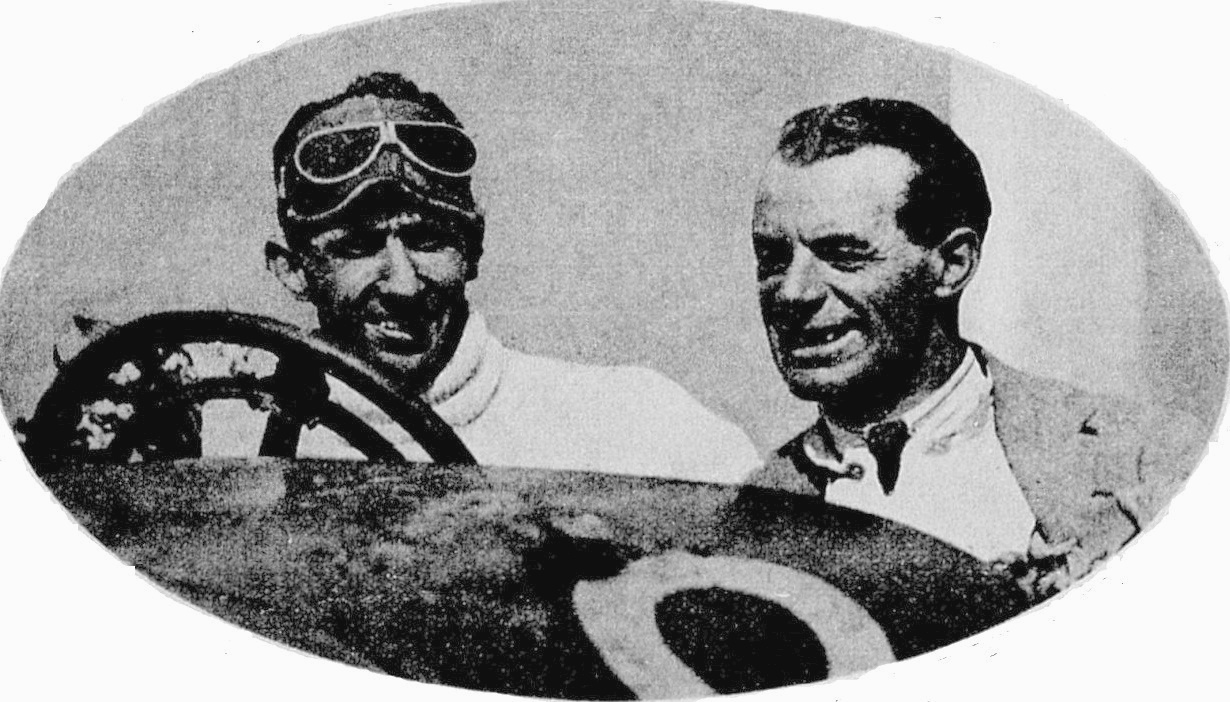
Capt. John F. Duff et Frank Clement, vainqueurs des deuxièmes 24 Heures du Mans 1924, sur Bentley.

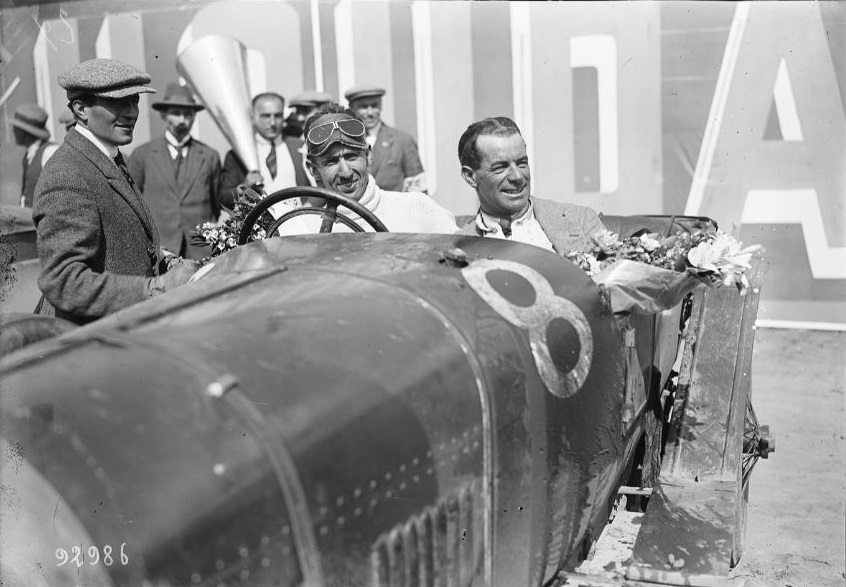
Les mêmes, avec coupe et fleurs.

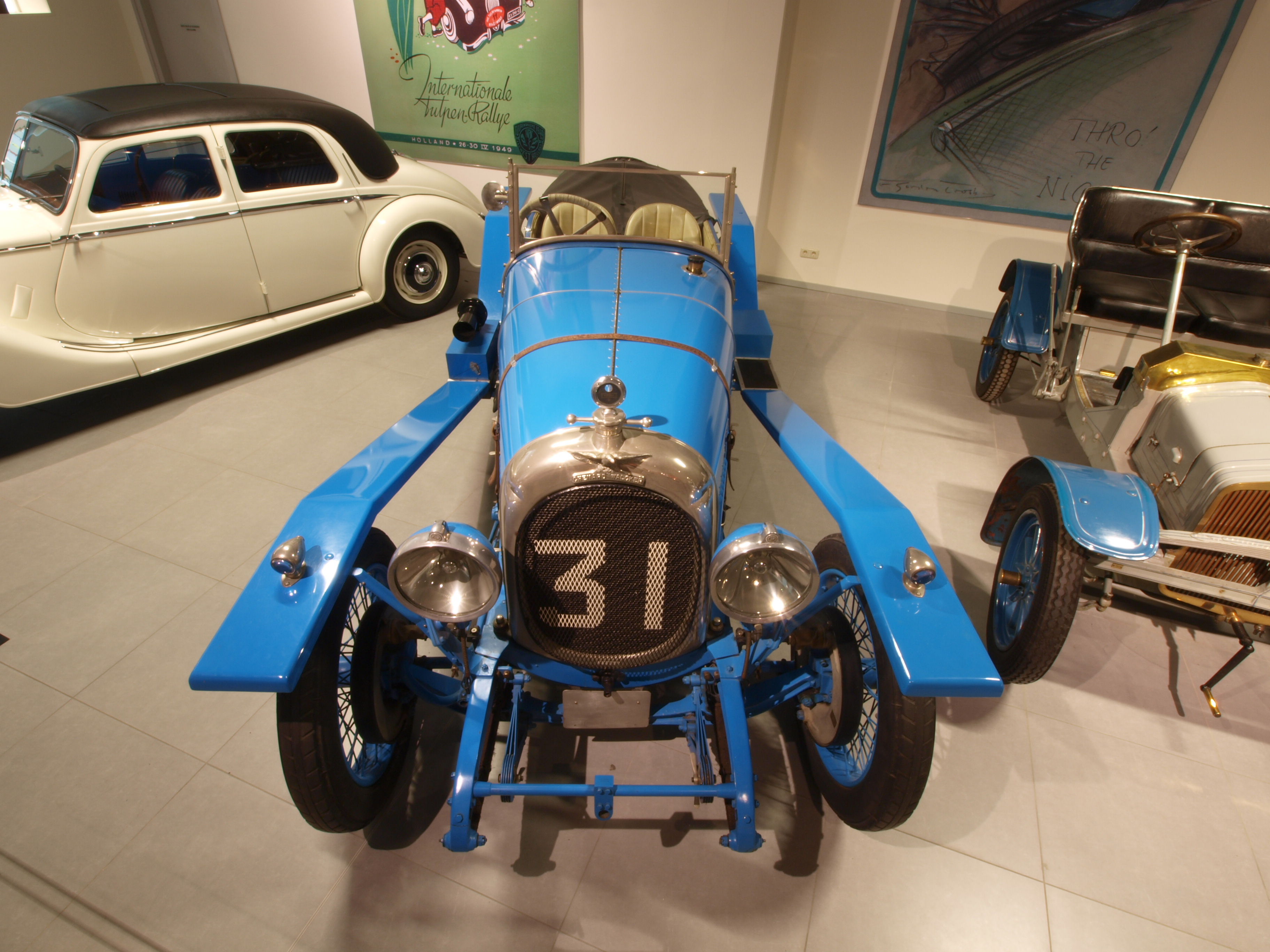
La Chenard & Walcker 2.0 l quatrième de l'épreuve avec Pisart et « Chavée ».

| Pos.  | Catégorie | no | Écurie                                                     | Pilotes                                | Châssis                         | Moteur                      | Tours |
| ----- | --------- | -- | ---------------------------------------------------------- | -------------------------------------- | ------------------------------- | --------------------------- | ----- |
| 1     | 3.0       | 8  | Duff & Aldington                                           | Capt. John F. Duff Frank Clement       | Bentley 3 Litre Sport           | Bentley 3,0 L I4            | 120   |
| 2     | 5.0       | 6  | Pas de nom d'équipe                                        | Henri Stoffel Édouard Brisson          | Lorraine-Dietrich B3-6          | Lorraine-Dietrich 3,5 L I6  | 119   |
| 3     | 5.0       | 5  | Pas de nom d'équipe                                        | Gérard de Courcelles André Rossignol   | Lorraine-Dietrich B3-6          | Lorraine-Dietrich 3,5 L I6  | 119   |
| 4     | 2.0       | 31 | Pas de nom d'équipe                                        | André Pisart Joseph Chavée             | Chenard et Walcker              | Chenard et Walcker 2,0 L I4 | 111   |
| 5     | 2.0       | 30 | Pas de nom d'équipe                                        | Christian Dauvergne Manso de Zuniga    | Chenard et Walcker              | Chenard et Walcker 2,0 L I4 | 108   |
| 6     | 2.0       | 17 | Pas de nom d'équipe                                        | Gaston Delalande Georges Guignard      | Rolland-Pilain C23              | Rolland-Pilain 2,0 L I4     | 106   |
| 7     | 3.0       | 15 | Pas de nom d'équipe                                        | Eugène Verpault Marcel Delabarre       | Brasier TB4                     | Brasier 2,1 L I4            | 106   |
| 8     | 3.0       | 16 | Pas de nom d'équipe                                        | « Migeot » Léopold Jougoet             | Brasier TB4                     | Brasier 2,1 L I4            | 104   |
| 9     | 2.0       | 19 | Pas de nom d'équipe                                        | Louis Sire Louis Tremel                | Rolland-Pilain C23              | Rolland-Pilain 2,0 L I4     | 104   |
| 10    | 2.0       | 28 | Pas de nom d'équipe                                        | Raymond de Tornaco Francis Barthelemy  | Bignan                          | Bignan 2,0 L I4             | 102   |
| 11    | 1.1       | 51 | Pas de nom d'équipe                                        | Fernand Gabriel Henri Lapierre         | Ariès 8-10 CV                   | Ariès 1,1 L I4              | 91    |
| 12    | 1.1       | 46 | Société des applications du refroidissement par air (SARA) | André Marandet Louis François          | SARA                            | SARA 1,1 L I4               | 89    |
| 13    | 1.1       | 50 | Pas de nom d'équipe                                        | Louis Rigal Roger Delano               | Ariès 8-10 CV                   | Ariès 1,1 L I4              | 89    |
| 14    | 1.1       | 52 | Pas de nom d'équipe                                        | Maurice Boutmy Jérôme Marcandanti      | Amilcar CV                      | Amilcar 1,0 L I4            | 87    |
| N. c. | 1.5       | 38 | Pas de nom d'équipe                                        | Pierre Bacqueyrisses Georges Delaroche | Chenard et Walcker              | Chenard et Walcker 1,5 L I4 | 84    |
| N. c. | 1.5       | 40 | Pas de nom d'équipe                                        | Raoul Roret Gabriel Hatton             | Alba                            | Alba 1,5 L I4               | 79    |
| Abd.  | 5.0       | 4  | Pas de nom d'équipe                                        | Robert Bloch « Stalter »               | Lorraine-Dietrich B3-6          | Lorraine-Dietrich 3,5 L I6  | 112   |
| Abd.  | 2.0       | 29 | Pas de nom d'équipe                                        | René Marie Henri Springuel             | Bignan                          | Bignan 2,0 L I4             | 88    |
| Abd.  | 1.5       | 37 | Pas de nom d'équipe                                        | Raymond Glaszmann Robert Sénéchal      | Chenard et Walcker              | Chenard et Walcker 1,5 L I4 | 83    |
| Abd.  | 1.1       | 45 | Société des applications du refroidissement par air (SARA) | Lucien Erb Léon Fabert                 | SARA ATS                        | SARA 1,1 L I4               | 82    |
| Abd.  | 1.1       | 47 | Société des applications du refroidissement par air (SARA) | Jules de Ségovia « Alcain »            | SARA ATS                        | SARA 1,1 L I4               | 80    |
| Abd.  | 3.0       | 7  | Pas de nom d'équipe                                        | Charles Flohot Robert Laly             | Ariès 3-Litre                   | Ariès 3,0 L I4              | 64    |
| Abd.  | 2.0       | 20 | Pas de nom d'équipe                                        | Gérard Marinie Antoine Dubreil         | Rolland-Pilain C23              | Rolland-Pilain 2,0 L I4     | 60    |
| Abd.  | 2.0       | 32 | Pas de nom d'équipe                                        | Louis Henry Jean Vaurez                | G.R.P.                          | G.R.P. 1,7 L I4             | 59    |
| Abd.  | 1.5       | 43 | Pas de nom d'équipe                                        | Paul Drouin Louis Balart               | Corre La Licorne                | Corre 1,5 L I4              | 58    |
| Abd.  | 2.0       | 27 | Pas de nom d'équipe                                        | Jean Dourianou Pierre Malleveau        | Georges Irat 4A/3               | Georges Irat 2,0 L I4       | 42    |
| Abd.  | 2.0       | 23 | Pas de nom d'équipe                                        | Charles Montier Albert Ouriou          | Montier Spéciale (Ford Model T) | Montier 2,0 L I4            | 40    |
| Abd.  | 5.0       | 3  | Pas de nom d'équipe                                        | André Lagache René Léonard             | Chenard et Walcker              | Chenard et Walcker 3,9 L I8 | 26    |
| Abd.  | 1.1       | 49 | Pas de nom d'équipe                                        | Charles Follot Fernand Casellini       | Majola                          | Majola 1,1 L I4             | 22    |
| Abd.  | 2.0       | 18 | Pas de nom d'équipe                                        | Jean de Marguenat René Gaudin          | Rolland-Pilain C23              | Rolland-Pilain 2,0 L I4     | 18    |
| Abd.  | 1.5       | 41 | Pas de nom d'équipe                                        | Bruno Calise René Dreux                | Alba                            | Alba 1,5 L I4               | 16    |
| Abd.  | 1.1       | 48 | Pas de nom d'équipe                                        | André Morel Marius Mestivier           | Amilcar CGS                     | Amilcar 1,1 L I4            | 13    |
| Abd.  | 1.5       | 33 | Pas de nom d'équipe                                        | Louis Chenard E. Chenard               | Louis Chenard                   | Louis Chenard 1,5 L I4      | 13    |
| Abd.  | 2.0       | 25 | Pas de nom d'équipe                                        | Marcel Mongin Roland Coty              | Oméga Six                       | Oméga 2,0 L I6              | 11    |
| Abd.  | 3.0       | 11 | Pas de nom d'équipe                                        | Jérôme Le Dure Jean Matthys            | Bignan                          | Bignan 3,0 L I6             | 10    |
| Abd.  | 2.0       | 24 | Pas de nom d'équipe                                        | Jacques Margueritte Louis Bonne        | Oméga Six                       | Oméga 2,0 L I6              | 9     |
| Abd.  | 3.0       | 10 | Pas de nom d'équipe                                        | Jean Martin Philippe de Marne          | Bignan                          | Bignan 3,0 L I6             | 8     |
| Abd.  | 3.0       | 9  | Pas de nom d'équipe                                        | Raoul Bachmann Fernand Bachmann        | Chenard et Walcker Sport        | Chenard et Walcker 3,0 L I4 | 6     |
| Abd.  | 1.5       | 44 | Pas de nom d'équipe                                        | Joseph Paul Fernand Vallon             | Corre La Licorne                | Corre 1,5 L I4              | 5     |
| Abd.  | 1.5       | 42 | Pas de nom d'équipe                                        | Albert Colomb W. Lestienne             | Corre La Licorne                | Corre 1,5 L I4              | 3     |
| Abd.  | 3.0       | 12 | Pas de nom d'équipe                                        | Arthur Duray Giulio Foresti            | Ariès 3-Litre                   | Ariès 3.0L I4               | 1     |

Détails :
- La no 38 Chenard & Walcker et la no 40 A.L.B.A. ne sont pas classées pour distance parcourue insuffisante (respectivement 84 tours parcourus sur les 93 et 78 tours sur les 92 tours requis dans leur catégorie de cylindrées).
- Paul Drouin et non pas Charles Drouin comme prénommé trop souvent[1].

## Record du tour

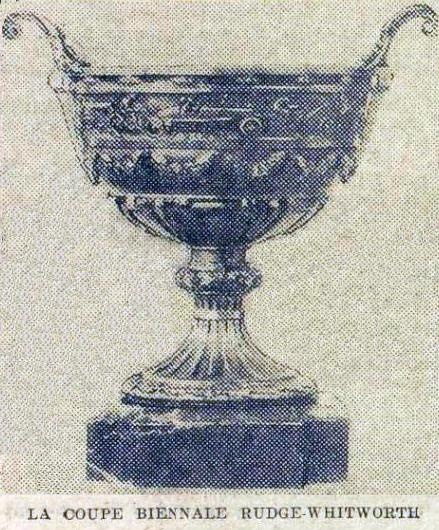
La Coupe biennale Rudge-Whitworth des 24 Heures du Mans, présentée en 1924.

- Meilleur tour en course :  André Lagache (no 3, Chenard & Walcker, René Léonard) en 9 min 19 s.

## À noter
- Longueur du circuit : 17,262 km
- Distance parcourue : 2 077,340 km
- Vitesse moyenne : 86,555 km/h
- Écart avec le 2e : 15,930 km